# Icaño (ort i Catamarca)
Icaño är en ort i Argentina.   Den ligger i provinsen Catamarca, i den norra delen av landet, 900 km nordväst om huvudstaden Buenos Aires. Icaño ligger 358 meter över havet och antalet invånare är 6 857.
Terrängen runt Icaño är platt åt nordost, men åt sydväst är den kuperad. Terrängen runt Icaño sluttar österut. Runt Icaño är det mycket glesbefolkat, med 4 invånare per kvadratkilometer.. Det finns inga andra samhällen i närheten.
I omgivningarna runt Icaño växer i huvudsak lövfällande lövskog.